# Montezuma's Return!
 (janvier 2012).
Si vous disposez d'ouvrages ou d'articles de référence ou si vous connaissez des sites web de qualité traitant du thème abordé ici, merci de compléter l'article en donnant les références utiles à sa vérifiabilité et en les liant à la section « Notes et références ».
Montezuma's Return! est un jeu vidéo d'action et aventure sorti aux États-Unis en 1998 et développé par la société américaine Utopia Technologies. Cette version est en réalité un remake du jeu 2D Montezuma's Revenge apparu dans les années 1980 et dont le gameplay est très similaire aux jeux Jumpman ou Super Mario.

## Trame
Descendant d'un ancien empereur aztèque, Max Montezuma est un soldat. Après avoir eu un accident avec son avion, Montezuma se jette de l'appareil et atterrit dans une île déserte où il découvre un imposant temple bâti aux temps de la civilisation aztèque. Équipé seulement d'une lampe de poche, Max décide de s'aventurer dans ce temple tout en se donnant pour objectif de découvrir les liens qui existaient entre la défunte civilisation aztèque et un peuple extraterrestre mystérieux.

## Système de jeu
À travers huit parties, Montezuma s'aventure dans un temple aztèque dans lequel il devra franchir des obstacles et réaliser des objectifs divers tels que combattre des créatures étranges, trouver des pièces manquantes pour ouvrir des portes qui nous mènent vers d'autres salles.

## Musique
La musique du jeu a été composée par Aaron Humphries et Dominic Messinger.